# Раменье (Устюженское сельское поселение)
Раменье — деревня в Устюженском районе Вологодской области.
Входит в состав Устюженского сельского поселения, с точки зрения административно-территориального деления — в Устюженский сельсовет.
Расстояние по автодороге до районного центра Устюжны — 4 км. Ближайшие населённые пункты — Раменье, Ганьки, Игумново.
Население по данным переписи 2002 года — 8 человек.